# Tour de Berne
Le Tour de Berne (en allemand : Berner Rundfahrt) est une course cycliste suisse disputée dans le canton de Berne. Créé en 1920 sous le nom de Tour du Nord-Ouest de la Suisse (en allemand : Nordwestschweizer Rundfahrt), il s'est appelé Tour de Berne à partir de 1992.
Le Tour du Nord-Ouest de la Suisse est disputé à l'origine par les coureurs élites professionnels et amateurs. À partir de 1968, des épreuves ont été créées pour catégories débutants, juniors et amateurs de niveaux inférieurs. En 1984, des courses féminines et master ont été ajoutées. En 2005, l'épreuve masculine professionnelle a intégré l'UCI Europe Tour en catégorie 1.1.
Elle a cependant disparu dès l'année suivante, l'épreuve-phare du Tour de Berne devenant l'épreuve féminine, qui intègre la Coupe du monde.
En 2008, une course réservée aux coureurs espoirs (moins de 23 ans) est créée.

## Palmarès

### Course élite
| Année     | Vainqueur           | Deuxième                 | Troisième                                                       |               |
| --------- | ------------------- | ------------------------ | --------------------------------------------------------------- | ------------- |
| 1920      | Heiri Suter         | Hermann Gehrig           | Charles Martinet                                                |               |
| 1921      | Heiri Suter         | Max Suter                | Jean Martinet                                                   |               |
| 1922      | Heiri Suter         | Jean-Baptiste Mosselmans | Lucien Rich                                                     |               |
| 1923      | Heiri Suter         | Henry Reymond            | Kastor Notter                                                   |               |
| 1924      | Charles Guyot       | Henry Reymond            | Max Suter                                                       |               |
| 1925      | Kastor Notter       | Heiri Suter              | Kaspar Schneider                                                |               |
| 1926      | Albert Blattmann    | Alfred Saccomani         | Otto Lehner                                                     |               |
| 1927      | Hans Kaspar         | Otto Lehner              | Kaspar Schneider                                                |               |
| 1928      | Georges Antenen     | Albert Meyer             | Eugen Schlegel                                                  |               |
| 1929      | Heiri Suter         | Ludwig Geyer             | Albert Meyer                                                    |               |
| 1930      | Georges Antenen     | Heiri Suter              | Alfred Rüegg                                                    |               |
| 1931      | Ernst Meier         | Ernst Hofer              | Alfred Bula                                                     |               |
| 1932      | Hermann Müller      | Turel Wanzenfried        | Georges Antenen                                                 |               |
| 1933      | Georges Antenen     | Albert Büchi             | Alfred Büchi                                                    |               |
| 1934      | Walter Blattmann    | Alfred Bula              | Fritz Müller                                                    |               |
| 1935      | Alfred Bula         | Carlo Romanatti          | Hans Martin                                                     |               |
| 1936      | Theo Heimann        | Werner Buchwalder        | Karl Steger                                                     |               |
| 1937      | Karl Wyss           | Hans Martin              | Ernst Nievergelt                                                |               |
| 1938      | Karl Litschi        | Robert Zimmermann        | Walter Blattmann                                                |               |
| 1939      | Theo Perret         | Hans Martin              | Edgar Buchwalder                                                |               |
| 1941      | Paul Egli           | Hans Maag                | Ferdi Kübler                                                    |               |
| 1942      | Edgar Buchwalder    | Hans Knecht              | Werner Jaisli                                                   |               |
| 1943      | Ferdi Kübler        | Walter Diggelmann        | André Hardegger                                                 |               |
| 1945      | Hans Maag           | Ferdi Kübler             | Walter Diggelmann                                               |               |
| 1946      | Osvaldo Bailo       | Hans Knecht              | Willy Kern                                                      |               |
| 1947      | Hans Knecht         | Leo Weilenmann           | Oscar Plattner                                                  |               |
| 1948      | Ernst Stettler      | Roger Aeschlimann        | Hans Knecht                                                     |               |
| 1949      | Ferdi Kübler        | Gottfried Weilenmann     | Leo Weilenmann                                                  |               |
| 1950      | Oscar Plattner      | Ernst Stettler           | Emilio Croci-Torti                                              |               |
| 1951      | Cesare Zuretti      | Walter Reiser            | Fritz Schaer                                                    |               |
| 1952      | Hans Sommer         | Hans Notzli              | Robert Bintz                                                    |               |
| 1953      | Remo Pianezzi       | Fritz Schaer             | Fritz Zbinden                                                   |               |
| 1954      | Fritz Schaer        | Ferdi Kübler             | Max Schellenberg                                                |               |
| 1955      | Hans Hollenstein    | Ernst Rudolf             | Eugen Kamber                                                    |               |
| 1956      | Fausto Lurati       | Jean-Claude Gret         | Attilio Moresi                                                  |               |
| 1957      | Germain Derijcke    | Ernst Traxel             | René Minder                                                     |               |
| 1958      | Heinz Müller        | Giuseppe Barale          | Kurt Gimmi                                                      |               |
| 1959      | Hans Hollenstein    | Toni Graeser             | Walter Favre                                                    |               |
| 1960      | René Strehler       | Alfred Rüegg             | Attilio Moresi                                                  |               |
| 1961      | Alfred Rüegg        | Raymond Reisser          | Gilbert Salvador                                                |               |
| 1962      | Rolf Graf           | Rolf Maurer              | Robert Lelangue                                                 |               |
| 1963      | Rudolpg Hauser      | Fredy Dubach             | Rolf Maurer                                                     |               |
| 1964      | Joseph Hoevenaers   | René Bingelli            | Kurt Gimmi                                                      |               |
| 1965      | Robert Lelangue     | Luciano Sambi            | Giancarlo Ferretti                                              |               |
| 1966      | Horst Oldenburg     | Danilo Ferrari           | Renato Bongioni                                                 |               |
| 1967      | Peter Abt           | Hans Junkermann          | Auguste Girard                                                  |               |
| 1968      | Peter Hill          | Peter Glemser            | Jacques Cadiou Fernand Etter & Willy Spuhler terminent ex aequo |               |
| 1969      | Louis Pfenninger    | Peter Abt                | Herbert Wilde                                                   |               |
| 1970      | Leo Duyndam         | Winfried Bölke           | Arie den Hartog                                                 |               |
| 1971      | Erich Spahn         | Maurice Dury             | Willy De Geest                                                  |               |
| 1972      | Erich Spahn         | Harrie Jansen            | Jürgen Tschan                                                   |               |
| 1974      | Roland Salm         | Frans Van Beeck          | Stefan Marti                                                    |               |
| 1975      | Roland Salm         | Marc Meernhout           | Gianni Di Lorenzo                                               |               |
| 1976      | René Savary         | Geert Malfait            | Roland Salm                                                     |               |
| 1977      | Simone Fraccaro     | Giuseppe Saronni         | Giovanni Battaglin                                              |               |
| 1978      | Eddy Verstraeten    | Bruno Wolfer             | Gody Schmutz                                                    |               |
| 1979      | Gody Schmutz        | Ennio Vanotti            | Erwin Lienhard                                                  |               |
| 1980      | Rudy Colman         | Serge Parsani            | Mario Beccia                                                    |               |
| 1981      | Rudy Pevenage       | Yvan Lamote              | Sigmund Hermann                                                 |               |
| 1982      | Erich Maechler      | Gilbert Glaus            | Eric McKenzie                                                   |               |
| 1984      | Sean Kelly          | Philippe Leleu           | Claude Criquielion                                              |               |
| 1985      | Urs Freuler         | Hans Daams               | Jürg Bruggmann                                                  |               |
| 1986      | Stefan Joho         | Jürg Bruggmann           | Kim Andersen                                                    |               |
| 1987      | Philippe Chevallier | Thomas Wegmüller         | Richard Trinkler                                                |               |
| 1988      | Urs Freuler         | Michael Wilson           | Jean-Philippe Vandenbrande                                      |               |
| 1989      | Mauro Gianetti      | Thomas Wegmüller         | Niki Rüttimann                                                  |               |
| 1990      | Thomas Wegmüller    | Rolf Jaermann            | Frank Van Den Abeele                                            |               |
| 1991      | Serge Baguet        | Benny van Brabant        | Andreï Tchmil                                                   |               |
| 1992      | Erich Maechler      | Fabian Jeker             | Laurent Dufaux                                                  |               |
| 1993      | Erik Zabel          | Éric Caritoux            | Jan Nevens                                                      |               |
| 1994      | Andreas Kappes      | Pascal Richard           | Frank Vandenbroucke                                             |               |
| 1995      | Luca Scinto         | Pascal Richard           | Michel Lafis                                                    |               |
| 1996      | Beat Zberg          | Felice Puttini           | Michele Coppolillo                                              |               |
| 1997      | Michael Andersson   | Christian Henn           | Giuseppe Di Grande                                              |               |
| 1998      | Markus Zberg        | Oscar Camenzind          | Simone Leporatti                                                |               |
| 1999      | Andrea Ferrigato    | Niki Aebersold           | Oscar Camenzind                                                 |               |
| 2000      | Lukas Zumsteg       | Marcel Strauss           | Christian Weber                                                 |               |
| 2001      | Danilo Hondo        | Roman Peter              | Uwe Straumann                                                   |               |
| 2002      | Kim Kirchen         | Mauro Gianetti           | Laurent Paumier                                                 |               |
| 2004      | Alexandre Usov      | Roman Peter              | Sascha Urweider                                                 |               |
| 2005      | René Weissinger     | Giampaolo Cheula         | Alexandre Moos                                                  |               |
| 2006-2007 | pas de course       | pas de course            | pas de course                                                   |               |
| 2008      | Jarosław Marycz     | Guillaume Bonnafond      | Arnaud Godet                                                    |               |
| 2009      | Michael Baer        | René Murpf               | Bernhard Oberholzer                                             |               |
| 2010      | Choi Ki-ho          | Daniel Teklehaimanot     | Roger Beuchat                                                   |               |
| 2011      | Pirmin Lang         | Natnael Berhane          | Mirco Saggiorato                                                |               |
| 2012      | Silvan Dillier      | Marcel Aregger           | Édouard Lauber                                                  |               |
| 2013      | Marcel Wyss         | Sébastien Reichenbach    | Rémi Cusin                                                      |               |
| 2014      | Matthias Brändle    | Simon Zahner             | Pirmin Lang                                                     |               |
| 2015      | Tom Bohli           | Antonio Parrinello       | Andrea Pasqualon                                                |               |
| 2016      | Enrico Salvador     | Danilo Celano            | Édouard Lauber                                                  |               |
| 2017      | Filippo Fortin      | Bram Welten              | Fabian Lienhard                                                 |               |
| 2018      | pas de course       | pas de course            | pas de course                                                   |               |
| 2019      | Stefan Bissegger    | Henok Mulubrhan          | Fabian Lienhard                                                 |               |
| 2020-2021 | pas de course       | pas de course            | pas de course                                                   | pas de course |
| 2022      | Simon Vitzthum      | Lukas Rüegg              | Brieuc Rolland                                                  |               |
| 2023      | Arnaud Tendon       | Marcel Wyss              | Lukas Rüegg                                                     |               |
| 2024      | Diego Casagrande    | Christoph Janssen        | Luca Jenni                                                      |               |
| 2025      | Arnaud Tendon       | Alexander Konychev       | Marcel Wyss                                                     |               |

### Course élites sans contrat
| Année | Vainqueur        | Deuxième       | Troisième            |
| ----- | ---------------- | -------------- | -------------------- |
| 2013  | Frank Pasche     | Lukas Spengler | Roberto Pasi-Puttini |
| 2014  | Dominic von Burg | Michel Themann | Chiron Keller        |
| 2015  | Martin Schäppi   | Florian Widmer | Lukas Rüegg          |
| 2016  | Marc Hirschi     | Gino Mäder     | Reto Müller          |
| 2017  | Stefan Bissegger | Antoine Debons | Jérémy Mengoli       |

### Course espoirs
| Année | Vainqueur       | Deuxième | Troisième |
| ----- | --------------- | -------- | --------- |
| 2008  | Jarosław Marycz |          |           |

### Course juniors
| Année | Vainqueur          | Deuxième       | Troisième         |
| ----- | ------------------ | -------------- | ----------------- |
| 2011  | Stefan Küng        | Tom Bohli      | Lukas Spengler    |
| 2012  | Stefano Marchesini | Lukas Spengler | Florent Thiébaud  |
| 2013  | Patrick Müller     | Cyrill Kunz    | Simon Brühlmann   |
| 2014  | Laurin Winter      | Patrick Müller | Martin Schäppi    |
| 2015  | Robin Froidevaux   | Joel Kühl      | Mario Spengler    |
| 2022  | Victor Benareau    | Jonas Müller   | Joël Tinner       |
| 2023  | Arthur Guillet     | Nicolas Ginter | Cédric Graf       |
| 2025  | Max Priemer        | Nick Flury     | Loïc Schertenleib |